# Zhangjiawo
Zhangjiawo (kinesiska: 张家窝, 张家窝镇) är en köping i Kina.. Den ligger i stadsdistriktet Xiqing i storstadsområdet Tianjin, i den norra delen av landet, omkring 15 kilometer sydväst om stadens centrum. Antalet invånare är 47 786. Befolkningen består av 22 924 kvinnor och 24 862 män. Barn under 15 år utgör 12,0 %, vuxna 15-64 år 80 %, och äldre över 65 år 7,0 %.